# Joseph Estrada
Pour les articles homonymes, voir Estrada.
José Marcelo Ejército, plus connu comme Joseph Estrada, né le 19 avril 1937 à Tondo, est un acteur et homme d'État philippin, vice-président (1992-1998) puis président des Philippines (1998-2001).
En octobre 2000, il est impliqué dans une affaire de corruption qui provoque un scandale. Sous la pression il est contraint de quitter le pouvoir le 20 janvier 2001. Après six ans de procès, il est condamné à la prison à vie par le Sandiganbayan le 12 septembre 2007. Joseph Estrada décide de faire appel de ce jugement.
Il est finalement acquitté le 26 octobre 2007 bénéficiant d'une mesure de grâce de la présidente Gloria Arroyo en raison de son âge et après avoir renoncé à solliciter tout nouveau mandat électif.

## Filmographie

### Comme acteur
- 1954 : Kandelerong pilak
- 1957 : Sampung libong pisong pag-ibig
- 1957 : Kandilang bakal
- 1958 : Matandang tinale
- 1958 : Lo Waist Gang
- 1958 : Liham kay Tiya Dely, Mga
- 1958 : Batas ng puso
- 1959 : Sumpa at pangako
- 1960 : True Confessions
- 1960 : Cuatro cantos
- 1961 : Sa baril mag-uusap
- 1961 : Pantalan ng Trece
- 1961 : Nag-uumpugang bato
- 1961 : Moises Padilla Story
- 1961 : Baril sa baril
- 1961 : Asiong Salonga : Asiong Salonga
- 1962 : Tondo Boy
- 1962 : Markang rehas
- 1962 : Kapit sa patalim
- 1962 : Hari ng mga maton
- 1962 : Digmaan ng mga maton
- 1962 : Asiong Meets Alembong : Asiong
- 1963 : Via Europa
- 1963 : Tres kantos
- 1963 : Talahib
- 1963 : Sugapa
- 1963 : Pulong diablo
- 1963 : Patapon
- 1963 : Los Paliqueros
- 1963 : Kung hindi ka susuko
- 1963 : Kilabot sa Daang Bakal
- 1963 : Ito ang Maynila
- 1963 : Istambay
- 1963 : Ginoong itim
- 1963 : Basagulero
- 1963 : Barilan sa Pugad Lawin
- 1964 : Vendetta Brothers
- 1964 : Takot mabuhay, takot mamatay
- 1964 : Siyam na buhay ni Martin Pusa : Martin Pusa
- 1964 : Panginoon ng pantalan
- 1964 : Pambato
- 1964 : Geron Busabos, ang batang Quiapo : Geron Busabos
- 1964 : Encuentro
- 1964 : Deadly Brothers
- 1964 : Daliring ginto, Mga
- 1964 : Cordillera
- 1964 : Berdugo ng mga maton
- 1964 : Ako ang papatay
- 1964 : Flight to Fury : Garuda
- 1965 : Valentin Galit : Valentin Galit
- 1965 : Sapang palay
- 1965 : Salonga Brothers : Asiong Salonga
- 1965 : Sa kamay ng mga kilabot
- 1965 : Pepeng Pingas, ang batang San Nicolas : Pepeng Pingas
- 1965 : Paalam sa kahapon
- 1965 : Maskulado
- 1965 : Labanang lalake
- 1965 : Jose Nazareno, ang taxi driver : Jose Nazareno
- 1965 : Hamon sa bandila
- 1965 : Hahamakin ang lahat
- 1965 : Deadly Pinoy
- 1965 : Buhay sa buhay
- 1965 : Big Boss
- 1965 : Batang angustia
- 1966 : Totoy Bingi : Totoy Bingi
- 1966 : Stowaway
- 1966 : Soliman Brothers
- 1966 : John Doe
- 1966 : Ito ang Pilipino
- 1966 : Dodong Tricycle : Dodong Tricycle
- 1966 : Bodyguard
- 1966 : Batang Iwahig
- 1966 : Bantay salakay
- 1966 : Badong Baldado : Badong Baldado
- 1966 : Ako'y magbabalik
- 1967 : Boy Aguila : Boy Aguila
- 1967 : Angkan ng haragan
- 1967 : Alex Big Shot : Alex
- 1968 : Valiente Brothers
- 1968 : Tatlong hari
- 1968 : Tatak: Double Cross
- 1968 : Suntok o karate
- 1968 : Rancho Diablo
- 1968 : Quintin Salazar : Quintin Salazar
- 1968 : Killer Patrol
- 1968 : Kid Brother
- 1968 : Jakiri Valiente : Jakiri Valiente
- 1968 : Galo Gimbal
- 1968 : Dos por dos
- 1968 : Diegong Daga : Diegong Daga
- 1968 : De colores
- 1968 : Cuadro de Jack
- 1968 : Azero Brothers
- 1968 : Abdul Tapang : Abdul Tapang
- 1969 : Sagupaan
- 1969 : Patria adorada
- 1969 : Ninong kong Nazareno, Ang
- 1969 : Capitan Pepe : Capitan Pepe
- 1969 : Aragon Brothers
- 1969 : Anim ang dapat patayin
- 1969 : Alamat ng pitong kilabot
- 1970 : Simon bastardo
- 1970 : Sebastian
- 1970 : Padre pugante
- 1970 : Areglado, boss
- 1971 : Valentin Walis : Valentin Walis
- 1971 : Digmaan ng mga angkan
- 1971 : Apat na patak ng dugo ni Adan
- 1972 : Tatay na si Erap
- 1972 : Magiting at pusakal
- 1972 : Kill the Pushers
- 1972 : Blood Compact
- 1973 : Panic
- 1973 : Okey ka, Erap
- 1973 : Erap Is My Guy
- 1973 : Dragnet
- 1973 : Agila at ang araw, Ang
- 1974 : Tama na, Erap
- 1974 : Ransom
- 1974 : Manila Connection
- 1974 : King Khayam and I : King Khayam
- 1975 : Nobya kong sexy, Ang
- 1975 : Huwag mo akong paandaran
- 1975 : Hit and Run
- 1975 : Dugo at pag-ibig sa kapirasong lupa
- 1975 : Diligin mo ng hamog ang uhaw na lupa
- 1975 : Counter Kill
- 1975 : Battle of the Champions
- 1976 : Hoy mister, ako ang misis mo
- 1976 : Bago lumamig ang sabaw
- 1976 : Arrest the Nurse Killer
- 1976 : Alas singko ng hapon, gising na ang mga anghel
- 1977 : Sa dulo ng kris
- 1977 : Huwag mong dungisan ang pisngi ng langit
- 1977 : Bakya mo Neneng
- 1978 : Yakuza Contract
- 1978 : Tatak ng Tondo
- 1978 : Magkaaway
- 1979 : Warrant of Arrest
- 1979 : Okey lang basta't kapiling kita
- 1980 : Hoy tukso, layuan mo ako
- 1980 : Mamang Sorbetero
- 1981 : Kumander Alibasbas : Kumander Alibasbas
- 1982 : Pedring Taruc : Pedring Taruc
- 1983 : Machonurin
- 1984 : Bangkang papel sa dagat ng apoy
- 1985 : Order to Kill
- 1989 : Sa kuko ng agila

### Comme producteur
- 1965 : Titong Robinhood
- 1966 : Wild, Wild Jess
- 1966 : Undercover
- 1966 : Triggerman
- 1966 : Johnny Brazil
- 1966 : Babaeng ito ay akin, Ang
- 1966 : Alyas Popeye
- 1967 : Roman Montalan
- 1967 : Masquerade
- 1967 : Carnap
- 1968 : Huling baraha
- 1968 : Cuadro de Jack
- 1968 : Brothers for Hire
- 1969 : Jerico
- 1969 : Eric
- 1969 : Cuadro de Queen
- 1969 : Blacksheep
- 1969 : Ayon 'yon, eh
- 1970 : Psycho Sex Killer
- 1971 : Udyok
- 1971 : Durog
- 1978 : Yakuza Contract
- 1978 : Tatak ng Tondo
- 1979 : Warrant of Arrest
- 1979 : Okey lang basta't kapiling kita
- 1980 : Hoy tukso, layuan mo ako
- 1980 : Mamang Sorbetero
- 1981 : Kumander Alibasbas
- 1982 : Pedring Taruc
- 1982 : Lalake ako
- 1983 : Machonurin